# 加納宗七

東遊園地にある加納宗七のモニュメント（兵庫県神戸市）

加納宗七の銅像

加納 宗七（かのう そうしち、1827年7月16日（文政10年6月23日） - 1887年（明治20年）5月5日）は、江戸・明治期に活動した日本の商人。

## 生涯
文政10年6月23日（1827年7月16日）、和歌山城城下町の北ノ新地分銅町（現在の和歌山市北ノ新地分銅町）に生まれる。生家は紀州藩の御用商人宮本家で、酒造業や廻船業を営んでいた。結婚後、宗七は姓を加納と改めた。宗七は倒幕運動に参加し、慶応3年11月15日（1867年12月10日）に坂本龍馬が暗殺されると、三浦休太郎が坂本龍馬殺害に関与したとの情報を海援隊にもたらし、慶応3年12月7日（1868年1月1日）、陸奥宗光らとともに三浦を襲撃（天満屋事件）。この襲撃は失敗に終わり、宗七は追手から逃れ開港直後の神戸に移住し、材木商、廻船、舟宿などを営んだ。
明治4年（1871年）、明治政府が計画した生田川の付け替え工事を請負い、3か月で工事を完了させた。宗七は17万坪に及ぶ旧生田川の埋立地や堤防跡を娘婿の有本明とともに兵庫県から落札し、区画整備を行った。一帯には国道の幅が2間（約3.6m）であった時代に南北10間（約18m）、東西6間（約11m）の道路5本が敷設された。土地の一部には宗七の名にちなんで「加納町」という地名がつけられた。
1873年（明治6年）、宗七は当時の神戸港が台風によって大きな被害を受けることに対処すべく、私財2万円を投じて生田川の河口に「加納港」と呼ばれる避難港を建造した。この避難港は1915年（大正4年）に埋め立てられ、国鉄神戸臨港線神戸港駅が建設された。
1887年（明治20年）5月5日没。1934年（昭和9年）、神戸市は宗七の銅像を生田川上流に建設した。この銅像は太平洋戦争中に供出された。1981年（昭和56年）3月、東遊園地内に加納の功績をたたえるモニュメントが建設され、再び銅像が設置された。

### 参照
1. ↑  鳥居1982、279-280頁。
2. 1 2 3 4 5  鳥居1982、280頁。
3. ↑  一坂2008、235頁。
4. ↑  一坂2008、235-236頁。
5. ↑  一坂2008、236-237頁。
6. 1 2 3  一坂2008、237頁。
7. ↑  鳥居1982、280-281頁。
8. 1 2 3 4  一坂2008、238頁。
9. 1 2  鳥居1982、281頁。